# 中村八幡宮 (真岡市)

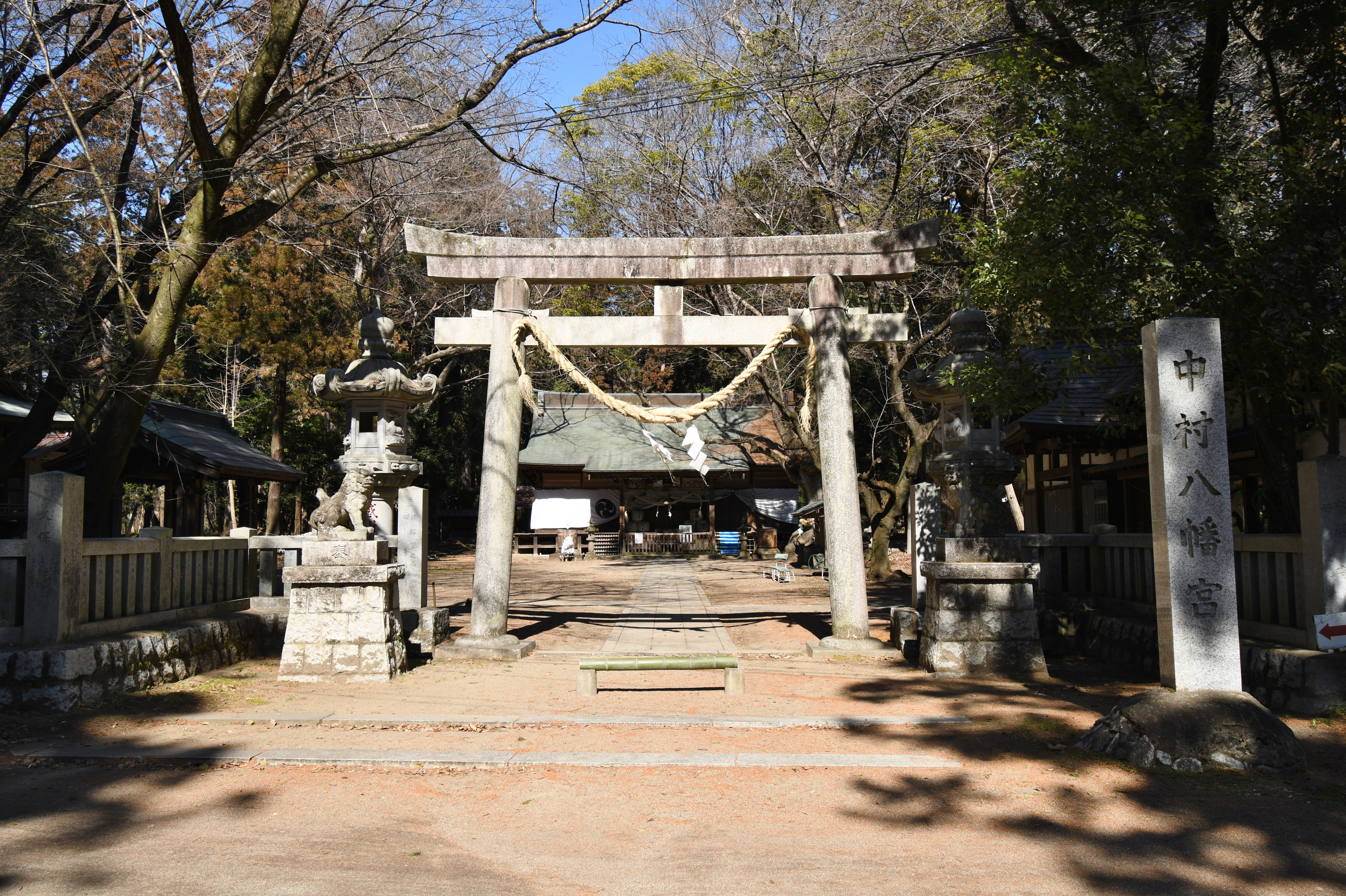
鳥居

中村八幡宮（なかむらはちまんぐう）は、栃木県真岡市中にある神社。

## 祭神
- 誉田別尊（応神天皇）

## 歴史
白鳳4年（676年）に天武天皇の勅令により全国に建立された社の1つという。
永承年間には、源頼義・義家父子が前九年の役に際して北関東に8社の八幡社を建立し、当社はそのうちの1つであるという。
文治5年（1189年）、源頼朝率いる鎌倉軍は奥州遠征を行うが、当地領主中村宗村は当社に戦勝を祈願してこれに参軍し、成就して功を挙げ奥州伊達郡（現在の福島県）の地頭職を授かり伊達に移住、伊達氏の祖となったという。

## 境内
- 本殿 - 宝徳3年（1461年）頃の木造建築と言われる。銅板葺流造の木造建築。当初は葦葺きであったが、昭和期に金属板葺きに改められた。真岡市指定有形文化財。
- 神楽殿 - 例大祭では太々神楽が奉納される。真岡市登録有形文化財。

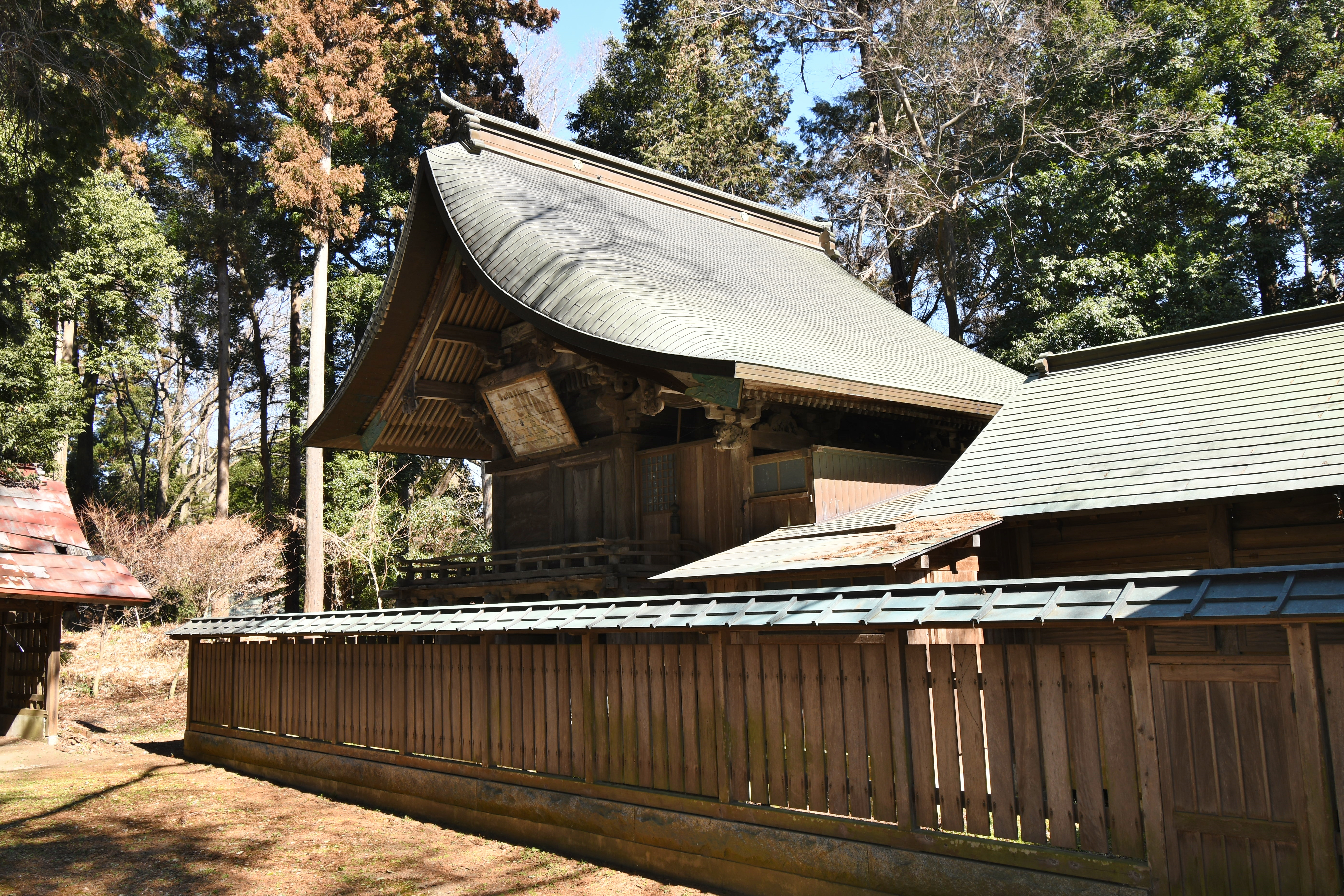
本殿（真岡市指定文化財）
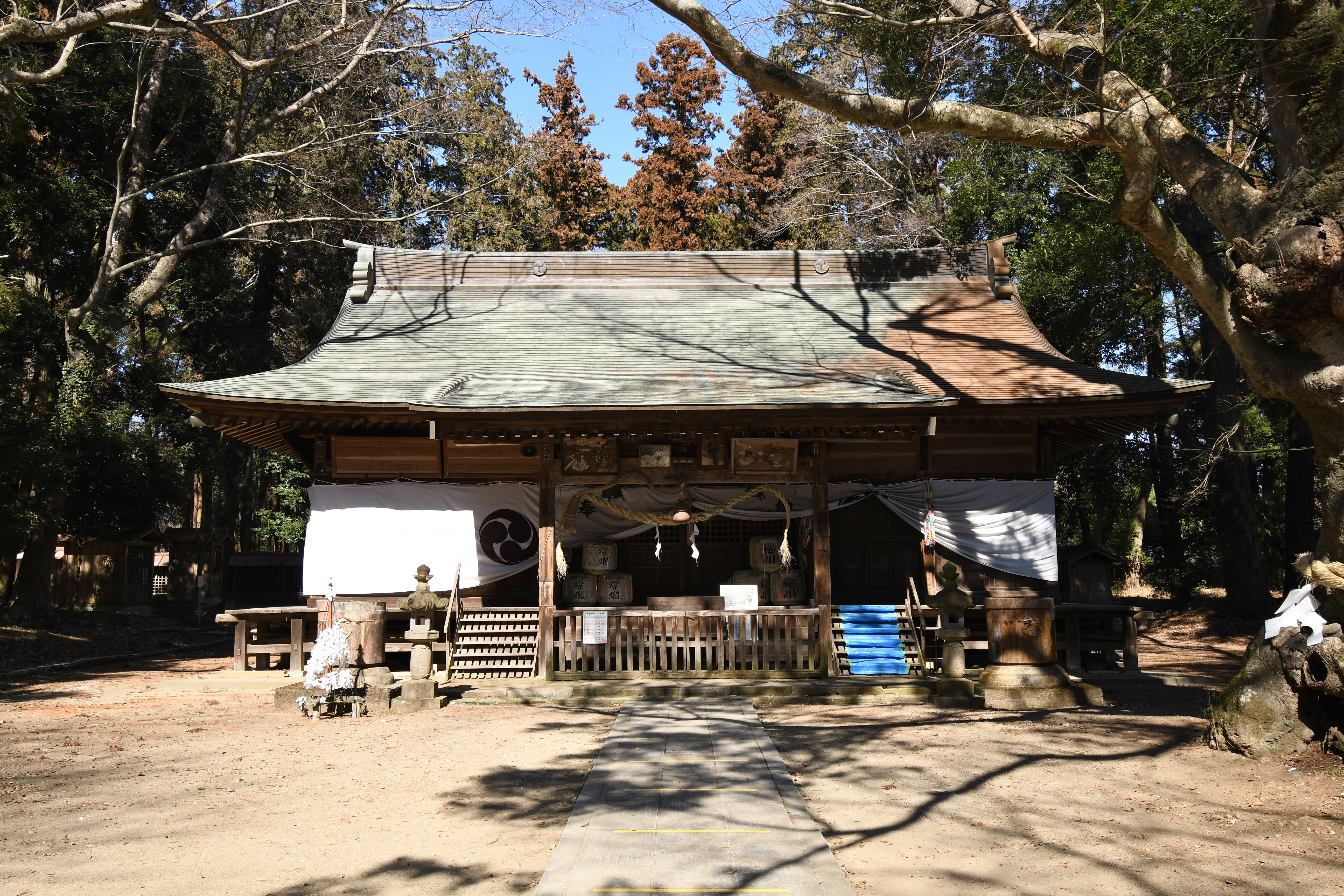
拝殿
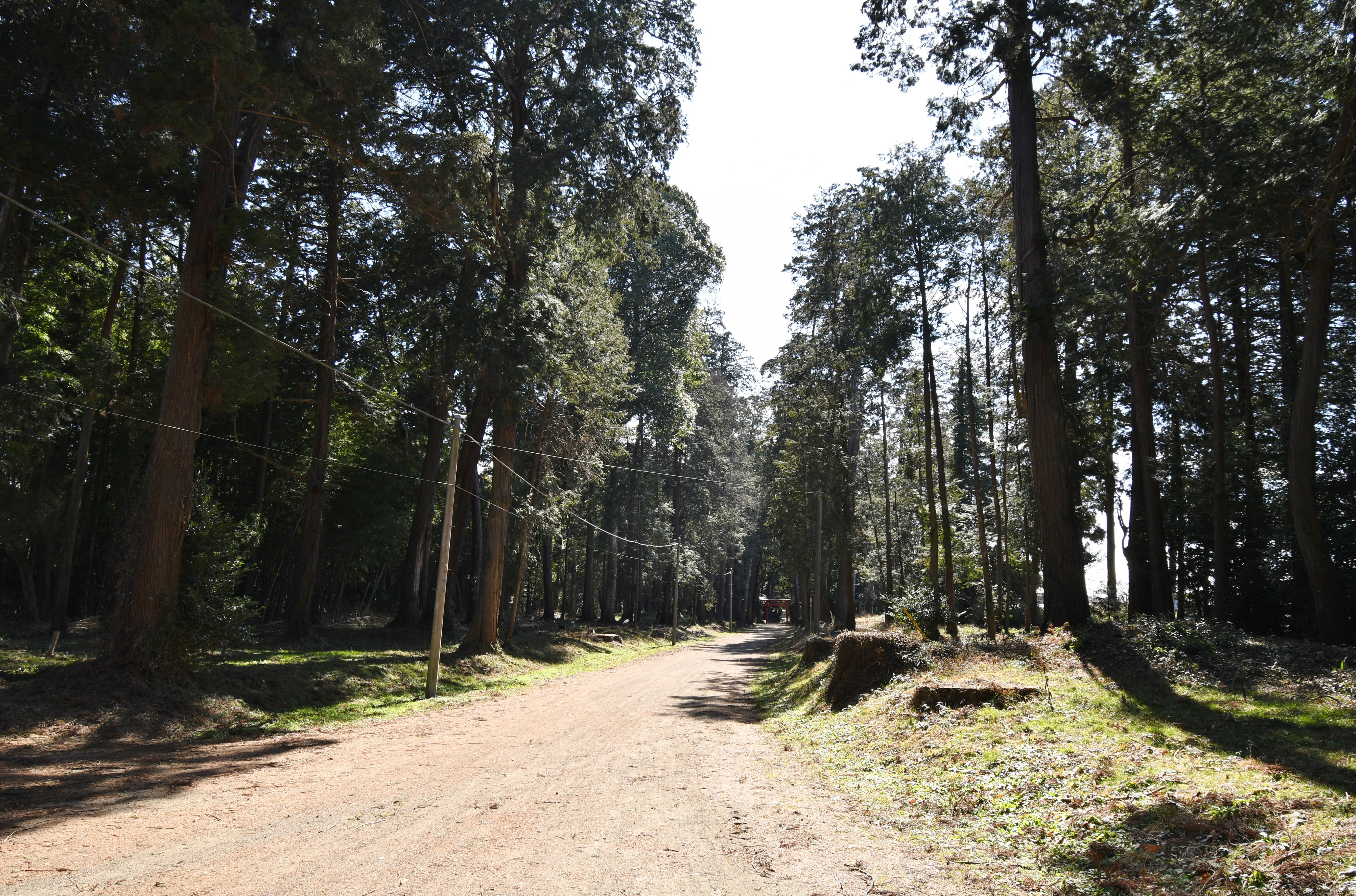
参道
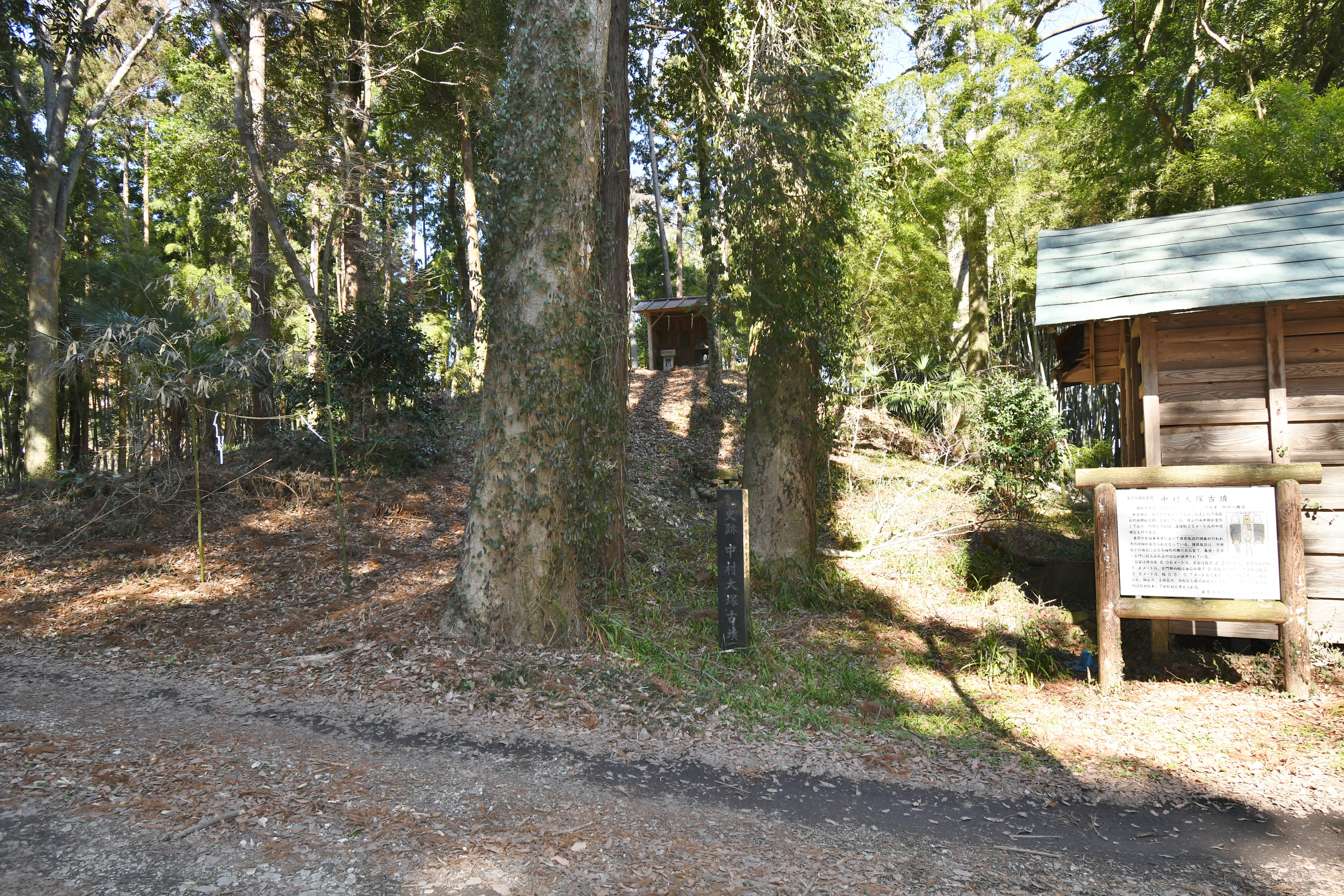
中村大塚古墳（真岡市指定史跡）

## 祭事
年中行事は以下のとおり。例大祭は9月15日で、神楽殿では太々神楽が奉納されるほか、流鏑馬が催される。この流鏑馬は元文元年（1736年）に当時の伊達藩主伊達吉村が参勤交代の折に神馬を奉納したのが起源という。参道から境内に向かう凱旋流鏑馬である。
- 1月1日 元旦祭
- 2月3日 節分祭
- 2月17日 祈年祭
- 7月31日 夏越祭
- 9月15日 例大祭
- 11月23日 新嘗祭

## 文化財

### 栃木県指定文化財
- 有形文化財
  - 木造 狛犬 2軀（彫刻） - 1986年（昭和61年）3月28日指定。
  - 太刀 銘 義光 附 糸巻太刀拵（工芸品） - 1986年（昭和61年）3月28日指定。
  - 太刀 銘 盛重 附 糸巻太刀拵（工芸品） - 1986年（昭和61年）3月28日指定。
  - 刀 銘 包幸（工芸品） - 1986年（昭和61年）3月28日指定。
  - 脇指 銘 包幸（工芸品） - 1986年（昭和61年）3月28日指定。
  - 紙本墨書 伊達綱村夫人自筆願文（書跡） - 1971年（昭和46年）6月25日指定。
- 天然記念物
  - 中村八幡宮の社叢 - 1971年（昭和46年）6月25日指定。

### 真岡市指定文化財
- 有形文化財
  - 中村八幡宮本殿（建造物） - 1989年（平成元年）6月15日指定。
- 史跡
  - 中村大塚古墳 - 1992年（平成4年）3月13日指定。
- 天然記念物
  - ナツグミ - 1978年（昭和53年）3月20日指定。
  - 中村八幡宮のカシワ - 2014年（平成26年）12月18日指定。
- 無形民俗文化財
  - 中村八幡宮太太神楽 - 1993年（平成5年）3月11日指定。

### 真岡市登録文化財
- 有形文化財
  - 中村八幡宮神楽殿（建造物） - 2005年（平成17年）2月25日登録。